# Маркови Кулі (Прилеп)
Маркови Кулі або Башти Марка (мак. Маркови Кули) — середньовічна фортеця, розташована на північному заході від міста Прилеп у Північній Македонії на кам'янистому пагорбі з крутими схилами висотою 120—180 м. До верхівки пагорбу можна дістатися з північної та південної сторін. З 24 червня 2004 року Маркові Кулі внесені до попереднього списку об'єктів Світової спадщини ЮНЕСКО в Північній Македонії, а з 10 квітня 2006 року кам'яниста місцина, на якій розташована фортеця, має статус пам'ятки природи.

## Історія та опис
За чотири десятиліття археологічних досліджень було встановлено існування на цьому місці більш раннього античного поселення — Керамії.
Фортечний вал датується XIII та XIV століттями й знаходиться в хорошому стані. Стіни, близько метра завтовшки, були побудовані на вапняному розчині й спираються на великі вапнякові камені.
Внутрішні стіни ділять акрополь на дрібніші ділянки. Палац сербського короля Вукашина Мрнявчевича та його сина Марка був також розташований тут. Його північні ворота мають складену основу, що свідчить про численні перебудови. Згідно з деякими історичними знахідками, до другої половини XIV століття й навіть пізніше цю фортецю захищали тільки 40 солдатів.
Поселення розташоване на південь від акрополя на площі близько 3,6 га. З його північного боку є подвійні ворота, а також велике вартове приміщення між входами. На південній стіні є три добре збережені вежі.
Найнижча частина вала складається з ряду коротких стін, побудованих у вигляді ламаної лінії. Із західного боку розташовані могили, видовбані в скелі. У XIV столітті ця частина служила тимчасовим притулком для місцевого населення під час турецьких набігів.
Після смерті короля Марка в 1395 році фортеця була захоплено Османськими військами. В цей час жителі колишнього селища переселилися в нове село біля підніжжя пагорба. Воно було розділене на кілька кварталів, і в кожному була своя церква. Це нове поселення з XIV століття отримало назву Варош, воно існує і понині.